# By Heart
By Heart var ett svenskt pop/rockband från södra Stockholm, grundat 1995. Bandet hade under en längre tid inget skivkontrakt utan spred sin musik genom att bland annat spela på Sergels torg i centrala Stockholm. Några få konserter gavs även på Fryshuset i Hammarby Sjöstad och på Dieselverkstaden i Nacka med flera scener i Stockholmsområdet. 2005 var bandet ute på turné till bland annat Göteborg, Malmö, Oslo, Köpenhamn, Hamburg, Berlin, Amsterdam och Paris. 2006 flyttade bandet till Berlin, och har sedan dess framträtt på ett flertal rockklubbar i Berlinområdet samt även utomhus på Alexanderplatz i centrala Berlin.
Bandet har släppt tre obetitlade inofficiella album, det "Röda" (2003), det "Vita" (2004) och det "Blåa" (2005) samt ett officiellt album "Exit Signs" (2006).

## Exit Signs
1. Anywhere, Anytime
2. The Astronaut
3. Beyond the Satellites 
4. A Moment of Panic 
5. Throughout the Night 
6. Well, I'm Sorry 
7. Remember My Name 
8. My Mask of Iron 
9. A Poem 
10. Someone to Die For 

## Bandmedlemmar
- Benjamin Tholl - sång, gitarr, text, musik
- Leonardo - gitarr
- Simon Liebe - bas, ackompanjerande sång
- Manuel Martinez - trummor